# Monika Gabriela Bartoszewicz
Monika Gabriela Bartoszewicz, née Dąbrowska (ur. 13 kwietnia 1980 w Łodzi) – polska politolog, badaczka stosunków międzynarodowych i bezpieczeństwa międzynarodowego, specjalistka w zakresie terroryzmu i przemocy politycznej, doktor nauk społecznych, wykładowca akademicki i publicystka.

## Wykształcenie
Ukończyła stosunki międzynarodowe na Wydziale Studiów Międzynarodowych i Politologicznych Uniwersytetu Łódzkiego oraz International Security Studies (bezpieczeństwo międzynarodowe) w School of International Relations na University of St Andrews (Szkocja). Odbyła staż w Centre for the Study of Terrorism and Political Violence. Była asystentem naukowym European Survey of Youth Mobilisation – międzynarodowego programu badawczego dotyczącego radykalizacji młodzieży na kontynencie europejskim. W 2011 roku przeprowadziła niezależne badanie dla Scottish Prison Service (Szkocka Służba Więzienna) dotyczące radykalizacji konwertytów na islam w warunkach więziennych.
W 2013 roku na University of St Andrews uzyskała stopień doktora nauk społecznych w zakresie nauk o bezpieczeństwie, na podstawie dysertacji Controversies of Conversions: Exploring the Potential Terrorist Threat of European Converts to Islam, w której szczególnej analizie poddała potencjalne zagrożenie terrorystyczne stwarzane przez europejskich konwertytów na islam. Interdyscyplinarne badania nad tym zagadnieniem, jak również nad zagadnieniami tożsamości i przynależności rozpatrywanymi z perspektywy bezpieczeństwa prowadziła w Szkocji, Anglii, Holandii, Danii i Polsce.

## Kariera naukowa

### Działalność dydaktyczna
Była adiunktem i wykładowcą stosunków międzynarodowych w Europejskim Międzyuniwersyteckim Centrum Praw Człowieka i Demokratyzacji (Centro Europeo Inter-universitario per i Diritti Umani e la Democratizzazione) w Wenecji (Włochy) (2011–2013), wykładowcą na Uniwersytecie Jagiellońskim w Krakowie (2015–2016), adiunktem i wykładowcą na Akademii Finansów i Biznesu Vistula w Warszawie (2015–2017). W latach 2018–2022 była adiunktem w Katedrze Politologii na Wydziale Studiów Społecznych (Fakulta sociálních studií) Uniwersytetu Masaryka (Masarykova univerzita) w Brnie (Czechy). Od lutego 2022 associate professor w Katedrze Techniki i Bezpieczeństwa na Wydziale Nauki i Techniki Arktycznego Uniwersytetu Norwegii (Universitetet i Tromsø – Norges arktiske universitet) w Tromsø (Norwegia).

### Działalność badawcza i koncepcje naukowe
Oś jej zainteresowań badawczych stanowi bezpieczeństwo międzynarodowe ze szczególnym uwzględnieniem przemocy politycznej w konfliktach asymetrycznych – konkretnie we współczesnym terroryzmie islamskim (przede wszystkim związanym z dżihadyzmem), zaś jej specjalnością jest diagnoza oraz przeciwdziałanie radykalizacji i działalności terrorystycznej europejskich konwertytów na islam. W swej dysertacji przedstawia między innymi oryginalną koncepcję oceny zagrożenia stwarzanego przez konwertytów na islam, w oparciu o stworzoną przez siebie typologię uwzględniającą strukturę motywacji potencjalnych terrorystów.
Inny nurt jej pracy stanowią badania nad nielinearnymi i międzysektorowymi zagrożeniami dla bezpieczeństwa w sytuacji powstającej twierdzy Europa („Festung Europa”), głównie w warunkach sekurytyzacji migracji i zagrożenia terrorystycznego. Jej tezy stanowią kontynuację nurtu reprezentowanego przez szkołę kopenhaską i koncentrują się na konsekwencji zagrożeń obecnych na poziomie społecznym (societal security), zwłaszcza w kontekście bezpieczeństwa kulturowego.

## Funkcje i członkostwo w organizacjach naukowych
Jest ekspertem Agencji Wykonawczej ds. Badań Naukowych Komisji Europejskiej (Research Executive Agency – REA), polskiego Ministerstwa Kultury i Dziedzictwa Narodowego, Fundacji na rzecz Nauki Polskiej, recenzentem naukowym m.in. „Journal of Terrorism Research”, „International Journal of Pedagogy, Innovation and New Technologies”, półrocznika „Securitologia”, oraz członkiem rady naukowej „Oriental Law Review”.
Bierze udział w pracach Krajowej Grupy Doradczej w ramach programu Komisji Europejskiej DARE (Dialogue About Radicalisation and Equality), poświęconego skrajnie prawicowym, jak również islamistycznym procesom radykalizacyjnym oraz ich konsekwencjom dla Europy.
Jest także członkiem towarzystw naukowych, m.in. Brytyjskiego Stowarzyszenia Badań Międzynarodowych (British International Studies Association – BISA) w Birmingham i Centrum Badań nad Bezpieczeństwem (Centre for Security Research – CeSeR) w Edynburgu.

## Aktywność publicystyczna
Była publicystką „Teologii Politycznej” (2013–2017) oraz dwumiesięcznika „Polonia Christiana” (2012–2015). Z wykładami popularnonaukowymi gościła także na spotkaniach Klubów „Polonia Christiana”. Publikowała również na łamach m.in. „Frondy” i „Rzeczpospolitej”.

## Wybrane publikacje

### Książki
- Monika Gabriela Bartoszewicz, Festung Europa, Agnieszka Kuczkiewicz-Fraś (red.), Kraków: Ośrodek Myśli Politycznej, 2018, ISBN 978-83-66112-04-9 (pol.). Brak numerów stron w książce

### Prace zbiorowe
- Monika Gabriela Bartoszewicz, Memory as a Security Policy: The Case of Poland, [w:] Oxana Karnaukhova, Victor Apryshchenko (red.), Memory, Identity, and Nationalism in European Regions, Hershey, Pennsylvania: IGI Global, 2019, s. 50–77, DOI: 10.4018/978-1-5225-8392-9ch003, ISBN 978-15-22583-92-9 (ang.).

### Artykuły naukowe
- Monika Gabriela Bartoszewicz, Ladislav Zouhar, The smoking gun: How gun policies influence types of firearms involved in violent crimes in the Czech Republic and the United Kingdom, „Criminology & Criminal Justice”, Londyn: SAGE Publications Ltd, 2022, DOI: 10.1177/17488958221134059 (ang.).
- Monika Gabriela Bartoszewicz, Otto Eibl, Magdalena El Ghamari, Securitising the Future: Dystopian Migration Discourses in Poland and the Czech Republic, „Futures”, 141, Nowy Jork: Pergamon, 2022, s. 102972, DOI: 10.1016/j.futures.2022.102972, ISSN 0016-3287 (ang.).
- Monika Gabriela Bartoszewicz, Intermarium: A Bid for Polycentric Europe, „Geopolitics”, Londyn: Taylor & Francis (Routledge), 2021, s. 1–25, DOI: 10.1080/14650045.2021.1973439, ISSN 1465-0045 (ang.).
- Bartoszewicz M.G., El Ghamari M., (Un)Sustainable Development of Minors in Libyan Refugee Camps in the Context of Conflict-Induced Migration, „Sustainability”, 12 (11), Bazylea: MDPI, 2020, s. 4537, DOI: 10.3390/su12114537, ISSN 2071-1050, OCLC 320965599 (ang.), Program badawczy: Obozy oraz ośrodki detencyjne w regionie MENA (po 2015 r.).
- Monika Gabriela Bartoszewicz, Celebrity populism: a look at Poland and the Czech Republic, „European Politics & Society”, 20 (2), Londyn: Routledge, 2019, s. 470–485, DOI: 10.1080/23745118.2019.1569342, ISSN 2374-5118, eISSN 2374-5126 (ang.).
- Monika Gabriela Bartoszewicz, The ‘White Army of Terror’: European converts to Islam and Public Imagination, „Islam and Civilisational Renewal”, 6 (1), Kuala Lumpur: IAIS Malaysia, 2015, s. 25–42, ISSN 2041-871X (ang.).
- Monika Gabriela Bartoszewicz, Controversies of Conversions: The Potential Terrorist Threat of European Converts to Islam, „Perspectives on Terrorism”, 7 (3), Lowell, Massachusetts: Center for Terrorism and Security Studies, 2013, s. 17–29, ISSN 2334-3745 (ang.).

### Publicystyka
- Monika Gabriela Bartoszewicz, Ukraina dla początkujących, „Kurier Wnet”, 55, styczeń 2019, s. 6, ISSN 2300-6641 (pol.).
- Monika Gabriela Bartoszewicz, Uniwersytet utracony, „Rzeczpospolita”, 140 (11080), 19 czerwca 2018, A11, ISSN 0208-9130 (pol.).
- Monika Gabriela Bartoszewicz, Demokratura, „Teologia Polityczna Co Tydzień”, 21 (113), Zwijanie liberalnego projektu, 25 maja 2018, ISSN 2719-4876 (pol.). Brak numerów stron w czasopiśmie
- Bartoszewicz M.G., Dwa fundamentalizmy, „Polonia Christiana”, 48, styczeń–luty 2016, ISSN 1898-7877 (pol.).